# 大普里爾峰

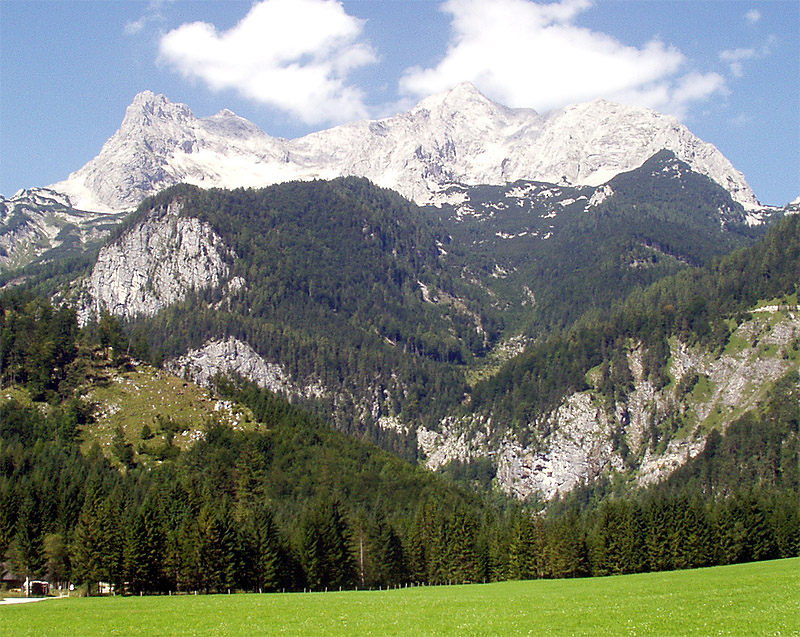

47°43′01″N 14°03′48″E / 47.71694°N 14.06333°E
大普里爾峰（德語：Großer Priel），是奧地利的山峰，位於該國北部，由上奧地利州負責管轄，屬於托特斯山脈的一部分，海拔高度2,515米，人類在1817年首次登上該山峰。